# Candelilla
Candelilla är en ort i Mexiko.   Den ligger i kommunen Acapulco de Juárez och delstaten Guerrero, i den södra delen av landet, 300 km söder om huvudstaden Mexico City. Candelilla ligger 9 meter över havet och antalet invånare är 237.
Terrängen runt Candelilla är huvudsakligen platt, men norrut är den kuperad. Havet är nära Candelilla åt sydväst. Runt Candelilla är det tätbefolkat, med 397 invånare per kvadratkilometer. Närmaste större samhälle är San Pedro Cacahuatepec, 5,3 km nordost om Candelilla. Omgivningarna runt Candelilla är en mosaik av jordbruksmark och naturlig växtlighet.